# Piliocolobus kirkii
Il còlobo rosso di Zanzibar (Piliocolobus kirkii) è una specie di colobo rosso endemica di Unguja, l'isola principale dell'arcipelago di Zanzibar, al largo delle coste della Tanzania. È noto anche come colobo rosso di Kirk in onore di Sir John Kirk (1832-1922), il Residente Britannico di Zanzibar che lo rese noto per la prima volta alla comunità zoologica. Attualmente è considerato una specie minacciata e a metà degli anni '90 è stato adottato come specie bandiera dai conservazionisti di Zanzibar. Questa specie è stata riclassificata due volte: in precedenza è appartenuta al genere Colobus e più recentemente a quello Procolobus.
Il nome locale del P. kirkii in swahili è kima puju, letteralmente "scimmia velenosa". Secondo la tradizione popolare, infatti, la presenza del colobo in un'area causa la morte della vegetazione; si dice anche che un cane che mangi un colobo rosso perda il pelo.

## Descrizione
Questa scimmia del Vecchio Mondo ha un mantello che varia di colore dal rosso scuro al nero, ravvivato da una striscia nera lungo la schiena e le braccia e da un ventre di colore pallido. La faccia nera è coronata da lunghi peli bianchi e mostra un caratteristico segno rosa sulle labbra e sul naso. Inoltre, il colobo rosso di Zanzibar possiede una lunga coda utilizzata come bilanciere. Le femmine mostrano poca differenza nelle dimensioni e nella colorazione rispetto alla loro controparte maschile, e nei gruppi il loro numero è solitamente superiore.

## Comportamento
I gruppi comprendono fino a quattro maschi adulti e molte femmine adulte. Nel gruppo sono presenti anche giovani di ogni età. Il numero dei componenti di un gruppo può variare dai trenta ai cinquanta esemplari. Sono animali molto sociali e possono essere spesso osservati giocare e spulciarsi nei periodi di riposo tra un pasto e l'altro.

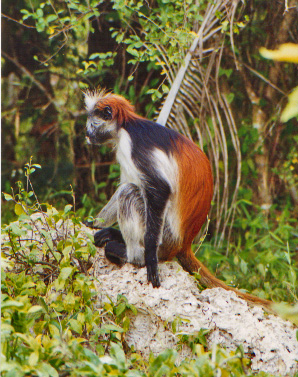

Anche la nutrizione è un'attività comunitaria. I colobi iniziano a nutrirsi la mattina e sono più attivi durante le ore più fredde della giornata. Richiami sonori emessi dai maschi indicano al gruppo che è l'ora di spostarsi a mangiare su un altro albero. Queste scimmie si nutrono solitamente di foglie, germogli, semi, fiori e frutti immaturi. È una delle poche specie che non mangia frutti maturi, dato che il suo stomaco tetracamerato non può digerire gli zuccheri presenti al loro interno. Consuma anche carbone: questa strana abitudine alimentare si ritiene utile nell'impedire la digestione delle tossine presenti nelle foglie.
Il colobo rosso di Zanzibar preferisce vivere in zone secche, come i boschetti e le macchie costiere, piuttosto che in quelle piovose, ma si può incontrare anche in zone agricole e nelle paludi di mangrovie. Le scimmie che vivono in aree coltivate sono più abituate alla presenza dell'uomo e scendono più vicino al suolo.

## Conservazione
Il colobo rosso di Zanzibar è classificato dalla IUCN Red List come specie in pericolo di estinzione (endangered). Sull'isola ne sopravvivono poco più di tremila esemplari, 2904 dei quali all'interno del Parco nazionale di Jozani Chwaka Bay. (Per gli amministratori che leggono, sono stato oggi al parco di Jozani ed era scritto che il numero degli esemplari era di questa cifra, scritto sopra un'altra cifra con scritto prima il numero degli esemplari, ossia 2300. Perciò il numero è aumentato e non è di 500 esemplari.)
Il Progetto per la Salvaguardia di Jozani-Chwaka Bay (1995-2003) ha promosso il colobo rosso di Zanzibar come specie bandiera della salvaguardia del patrimonio faunistico dell'isola.
Allo scopo di proteggerne la conservazione, il colobo rosso è stato recentemente introdotto dall'uomo anche sull'isola di Pemba, nella riserva forestale di Ngezi.